# Spišská Stará Ves
Spišská Stará Ves es un municipio del distrito de Kežmarok en la región de Prešov, Eslovaquia, con una población estimada a final del año 2024 de 2156 habitantes.
Se encuentra ubicado al noroeste de la región, cerca del río Poprad (cuenca hidrográfica del río Vístula) y de la frontera con Polonia.

## Demografía
| Año        | 1994 | 2004    | 2014    | 2024    |
| ---------- | ---- | ------- | ------- | ------- |
| Población  | 2320 | 2337    | 2267    | 2156    |
| Diferencia |      | +0,73 % | −2,99 % | −4,89 % |

| Año        | 2023 | 2024    |
| ---------- | ---- | ------- |
| Población  | 2178 | 2156    |
| Diferencia |      | −1,01 % |